# Achille Grassi
Achille Grassi (ur. 16 lutego 1465 w Bolonii, zm. 22 listopada 1523 w Rzymie) – włoski duchowny katolicki, biskup, kardynał, dziekan Roty Rzymskiej.

## Życiorys
Narodził się z wywodzącej się z Bolonii rodzinie senatorskiej. Był synem Baldassarrea Grassiego i Orsiny Bachhi. Jego wujem był kardynał Carlo Grassi.
Staranne wykształcenie odebrał na Uniwersytecie Bolońskim, który ukończył w 1487, uzyskując tytuł doctor utriusque iuris, czyli doktora obojga praw (kanonicznego i świeckiego).
10 marca 1511, na szóstym konsystorzu papieża Juliusza II, został kreowany na kardynała. W Kurii Rzymskiej sprawował urząd protektora Królestwa Polskiego.
Został pochowany w swym kościele tytularnym – bazylice Najświętszej Maryi Panny na Zatybrzu.